# Српско војничко гробље у Мензел Бургиби
Српско војничко гробље у Мензел Бургиби (фр. Cimetière Militaire Serbe) се налази у граду Мензел Бургиба, који се налази око 20  југозападно од Бизерте у Тунису. После Албанске голготе за време Првог светског рата српски војници су пребачени на лечење у логоре у Тунису. На овом гробљу је у 1208 гробова сахрањено 1790 српских војника. Гробље спада у ред мање познатих и ретко посећених, али има велики историјски значај.

## Изглед
Мензел Бургиба је место удаљено око 20  југозападно од Бизерте, на обали Бизертског језера. Гробље се налази у оквиру цивилног католичког гробља, на периферији града. Има површину од око 102 m x 36 m. На овом гробљу је сахрањено највише српских војника у Тунису. Сваки гроб је обележен ливеним металним крстом који је у виду стилизованог мача пободеног у земљу, са ловоровом гранчицом и орденом Француског ратног крста. Крстови су распоређени у правилне редове. Највероватније су израђени по налогу француских власти које су изградиле и маузолеј-костурницу. На крстовима се налазе плочице са именом и презименом војника, јединицом у којој је служио и датумом смрти. На већини плочица написано је и место рођења. У централном делу гробља налази се плато са јарболима на којима су заставе Србије и Туниса. На платоу се налази споменик у облику зарубљене пирамиде са мермерном плочом на којој је написано „Слава палим српским војницима за слободу 1914—1918”.

## Сахрањени
Према саопштењу Републичког завода за заштиту споменика културе из 1982. године, на гробљу се налази 1048 крстова, од којих су 20 без плочице са именом, а 57 са ознаком непознати војник. Било је и двојног сахрањивања. На 22 крста се налази још по једна плочица са именом другог сахрањеног и по правилу су постављене изнад плочице првог сахрањеног. На 210 крстова су остали само завртњи којима су друге плочице биле причвршћене па се претпоставља да је и ту било двојног сахрањивања. Под претпоставком да је ово тачно може се закључити да је у Мензел Бургиби сахрањено укупно 1280 српских војника. Позната су имена само 993 војника.
По подацима Луке Николића, писца монографије Србијо, мајко и маћехо, на гробљу је у 1208 гробова сахрањено 1790 српских војника.
Упоређивањем спискова сахрањених може се закључити да је гробље формирано од 1916. до 1919. године. Први сахрањени војник је Ивановић Илија, редов 3. батаљона Првог пешадијског пука, сахрањен у јануару 1916. године. Последњи сахрањени је Дерановић Таса, редов 5. пешадијског пука, сахрањен у јануару 1919. године. Систематизовани спискови свих сахрањених војника чувају се у Републичком заводу за заштиту споменика културе.
На овом гробљу је сахрањен и мајор Михаило Ристић-Џервинац, завереник у Мајском преврату и шеф горског штаба Источног Повардарја за време српске четничке акције.

## Маузолеј
У близини Српског војничког гробља, у оквиру католичког гробља, налази се маузолеј кружне основе са шест стубова у коме се налазе саркофаг и две урне. Испод њега је заједничка костурница француских и српских војника. Није познато колико је војника ту сахрањено. На горњем ободу маузолеја великим словима је исписано „Francais et Serbes morts pour la patrie”, што значи „Французи и Срби умрли за отаџбину”.
Генерал Габриел Доло (фр. Gabriel Dolot) направио је пројекат за костурницу величине 50 m³ изнад које је маузолеј у грчком стилу. Руководилац градилишта је био официр морнарице Гранже. Свечана прослава поводом завршетка изградње маузолеја одржана је 1. новембра 1920. године у поморској префектури, а официр Гранже је одликован медаљом.
Приликом рестаурације гробља 1980. године рестауриран је и маузолеј. Урађена је хидроизолација крова, направљен је крст, обојен натпис и цео маузолеј окречен.

## Рестаурација 1980. године
Мере заштите и уређења гробља нису предузимане од настанка гробља до 1979. године. Службеници Републичког завода за заштиту споменика културе обишли су гробље и сачинили детаљну документацију 1977. године, уз сагласност туниских власти. Пројекти за уређење гробља направљени су 1978. године. По добијању потребних дозвола од надлежних власти у Тунису, крајем 1979. године, започета је рестаурација и уређење гробља. Радове је извела фирма Хидротехника, а директор радова је био дипл. инж. Љубен Христов.
Гробље је ограђено гвозденом оградом и направљена је капија. На стубовима поред капије постављене су табле са натписом на српском, француском и арапском језику. Централна стаза и стазе између парцела поплочане су белим бетонским плочама. Плато, који је издигнут од околног терена, направљен је на централном простору који је служио за обреде приликом сахрањивања и парастоса. На платоу се налазе три јарбола за заставе, постамент за венце и жардињере са зеленилом. Три јарбола су предвиђена за постављање застава Србије, Туниса и Француске. Парцеле су нивелисане, уоквирене бетонским ивичњацима од белог цемента и направљени су нови стубови на којима су словне ознаке парцела остале исте. Крстови су извађени из својих лежишта, са њих је скинута наслага ранијих боја и офарбани су белом мат бојом у нијанси слонова кост. Затим су крстови постављени у континуалне бетонске греде. Поред постојећих, засађене су и нове саднице чемпреса. Поред зида су засађене пузавице, простор парцела је посејан травом, а са унутрашње стране поред ограде је засађена жива ограда. Ради лакшег одржавања гробља доведена је вода.
Радови на рестаурацији завршени су у новембру 1980. године. Вредност радова је износила 4.267.000 динара. Новчана средства је обезбедио Савезни комитет за питања бораца и инвалида и Републички секретаријат за борачка и инвалидска питања.
Пуковник у пензији, Лука Николић, који је истраживао ово гробље тврди да су „приликом реконструкције 1980. крстови са именима сахрањених скинути и враћени без икаквог реда”.

## Чувари
За време обнове гробља 1980. године ангажовани су чувари који ће чувати и одржавати гробље. Чувари гробља су Вагдија Хамди и њен син Мажуб, чија је кућа поред гробља. Вагдија је посао наследила од покојног супруга.

## Посете
Краљевска морнарица је посетила ово гробље 31. маја 1929. године у склопу путовања по Средоземљу. Делегацију официра и одред морнара предводио је адмирал Драгутин Прица. Њима су се придружили француски вицеадмирал Халие (фр. Hallier), представници француских власти, командант арсенала, грађанске власти и један одред морнара француске поморске базе. Одржан је помен, положени венци, а говоре су одржали адмирал, вицеадмирал, потпредседник општине и председник удружења француских ратника.
Уочи 65-годишњице доласка српске војске у Тунис, 22. децембра 1980. године, гробље је посетила група од шеснаест старих ратника који су се у времену од 1916—1918. године опорављали у логорима у Тунису. Пратили су их представници Савеза комитета за питања бораца и инвалида, Републичког секретаријата за борачка и инвалидска питања, Амбасаде СФРЈ у Тунису, Републичког завода за заштиту споменика културе, као и радници Хидротехнике. Положени су венци и одато поштовање сахрањеним српским војницима.
- Улазна капија
- Надгробни споменици у облику мачева
- „Слава палим српским војницима за слободу 1914-1918”
- Одељак В

## Књиге
- Николић, Лука (2010). Србијо, мајко и маћехо. Библиотека „Љубиша Р. Ђенић”. ISBN 978-86-84219-28-4.  172763148

Лука Николић, потпуковник у пензији, пет година је истраживао српске, туниске и француске архиве и на основу тога написао ову монографију. Монографија садржи јединствен списак сахрањених српских војника са до сада најкомплетнијим подацима, као и шему гробних места на гробљу у Мензел Бургиби. Историографски је детаљно обрађен период од 1914. до 1919. године, као и Бизерта и Мензел Бургиба, места на којима су се лечили српски војници.

## Емисије
- „Траг: Креће се лађа француска” епизода у оквиру емисије Траг из 2008. године, у продукцији РТС-а.[14]
- „Бизерта — повратак у легенду” је документарни филм из 2011. године у продукцији РТС-а, настао на основу монографије аутора Луке Николића „Србијо, мајко и маћехо”.[15]